# Bruno Joannes Tideman

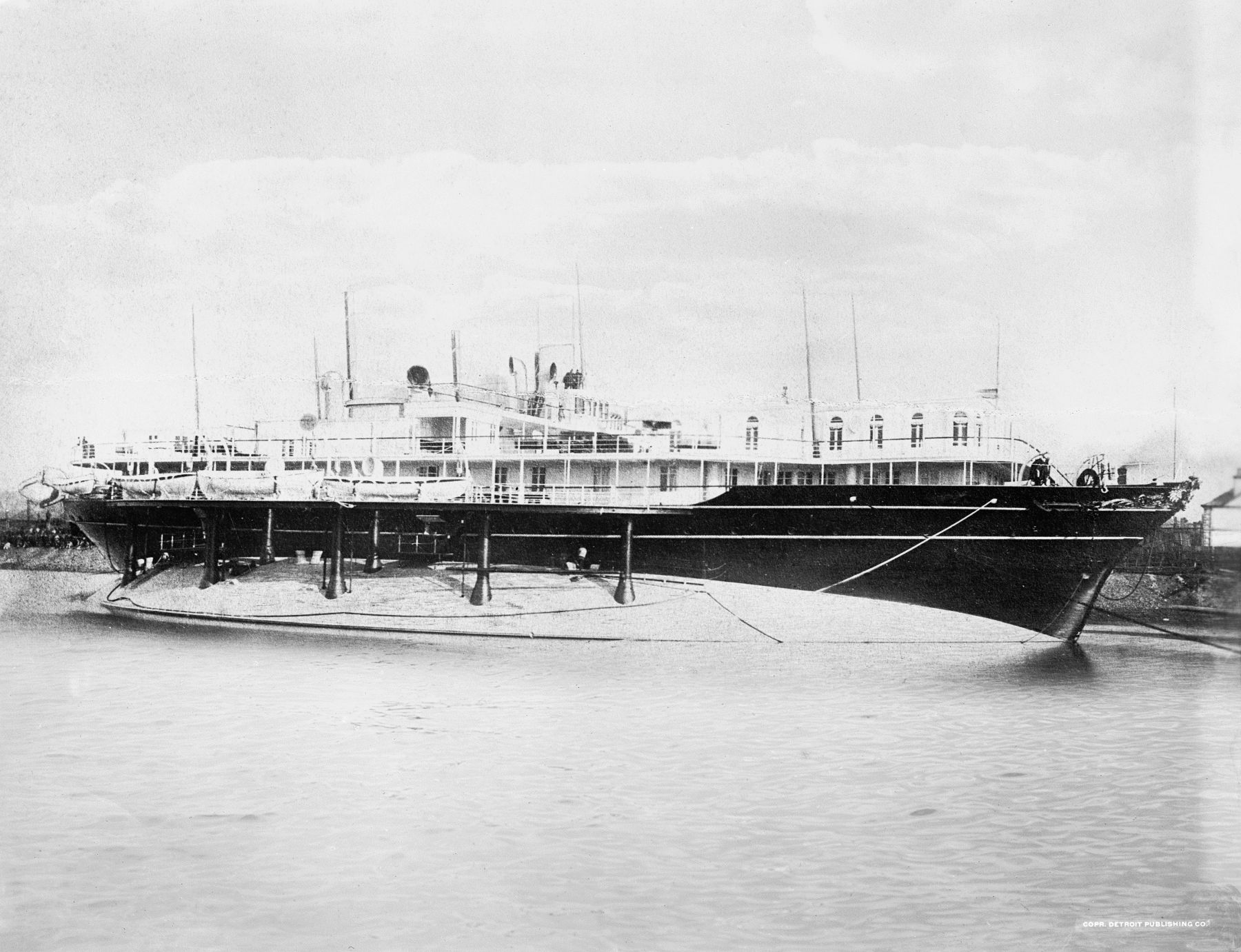
Livadia

Bruno Joannes Tideman (Amsterdam, 7 augustus 1834 – aldaar, 11 februari 1883) was een Nederlandse scheepsbouwkundig ingenieur.
Hij was de zoon van Bruno Tideman, notaris, en Geertruid Heemskerk. In 1860 huwde hij met Maria Bok, samen kregen ze vier zonen waarvan er twee ook ingenieur zijn geworden.
In 1853 begon hij zijn opleiding bij de Koninklijke Militaire Academie in Breda. Hij ging zich toeleggen op de scheepsbouw van oorlogsbodems.  In 1855 werd hij aspirant ingenieurs bij de Rijkswerf te Amsterdam en twee jaar later bij de werf in Vlissingen. Op 1 juli 1864 volgde zijn benoeming tot hoofd ingenieur.
In 1865 maakte hij een reis naar Engeland. Op de scheepswerf van Laird Brothers in Birkenhead was het ramtorenschip Prins Hendrik in aanbouw om daarop toezicht te houden. Verder moest hij informatie verzamelen over de bouw van ijzeren schepen.
Vier jaar later ging hij ook lesgeven in Delft en werd tevens in dat jaar benoemd tot eerst aanwezend ingenieur op de Rijkswerf te Amsterdam. Hij was nauw betrokken bij de aanleg van de eerste sleeptank in Nederland op de Rijkswerf. Met paraffinemodellen van de romp werd de weerstand bestudeerd.
In 1870 werd hij gevraagd plannen te maken voor een nieuw jacht Livadia voor de Russische keizer. 
Hij is verder zeer intensief betrokken geweest met de oprichting van de Koninklijke Maatschappij De Schelde in Vlissingen. De Rijkswerf was gesloten, maar hij werd gevraagd een plan te maken om de werf te behouden met particulier kapitaal. Bij de oprichting van de Stoomvaart Maatschappij Zeeland had hij eveneens een grote rol gespeeld. In 1863 werd hij als lid gekozen van de Zeeuwse maatschappij van wetenschappen en in 1873 lid van de Koninklijke Academie van Wetenschappen.
Tijdens zijn carrière heeft hij veel boeken en artikelen geschreven, waaronder:
- Woordenboek van Scheepsbouw (1861)[4]
- Nederlandse scheepsbouw (1876-1880)[5]
- Verhandeling over de Scheepsbouwkunde als wetenschap (1859) [6]
- 'Stoomvaart op lange lijnen. Subsidie en Industrie'. In: Vaderlandsche Letteroefeningen, maart 1870.[7]

## Naslagwerk
- Dirkzwager, J.M Dr. B. J. Tideman, 1834-1883: Grondlegger van de moderne scheepsbouw in Nederland. Uitgeverij: Brill, Leiden 1970.

- Biografisch Portaal: 44189275
- Digitale Bibliotheek voor de Nederlandse Letteren: tide007
- International Standard Name Identifier: 0000 0003 8985 5269
- Nederlandse Thesaurus van Auteursnamen: 069860181
- Virtual International Authority File: 283383011
- WorldCat: E39PBJbH3ytfmqrpjHr6xyGvHC